# Steven Lustü
Steven Lustü (født 13. april 1971) er en dansk tidligere fodboldspiller, som havde sin primære position på banen i det centrale forsvar. Han har opnået at spille ni A-landsholdskampe, hvoraf den seneste var den 9. februar 2005. Han har siden sommeren 2018 været cheftræner for Kjellerup IF.
Den 11. november 2009 meddelte han, at han ville stoppe karrieren pr. 1. januar 2010  Imidlertid genoptog han i sommeren samme år karrieren for sin gamle klub, Lyn Fotball.
Han dyrkede i ungdomsårene også atletik, hvor han var en lovende sprinter i Vallensbæk i39 og senere Olympia Maribo.